# Hīt
Hīt (in arabo هيت‎?), il cui nome antico era Is, è una città irachena del Governatorato di al-Anbar. Hīt si trova a nord di Ramadi, la capitale del Governatorato.
Piccola cittadina lungo il fiume Eufrate, Hīt sorge sul sito dell'antica Is, i cui pozzi di bitume servirono 3 000 anni fa per la costruzione della città di Babilonia e per il calafattaggio delle navi. Hīt è diventata anche una fortezza in Assiria. Hīt adesso è un mercato agricolo e sul posto passa un oleodotto per il Mar Mediterraneo. Era considerato il capo della navigazione fluviale prima del declino del traffico fluviale. Hīt segna l'inizio dell'alta pianura sedimentaria sull'Eufrate, e contiene varie sorgenti termali. La città di Hīt è famosa anche per le antiche ruote ad acqua ancora funzionanti (anche conosciute norias, o al-Nawaeer), che giocavano un ruolo importante per l'irrigazioni dei campi e delle palme, particolarmente nei livelli d'acqua dove il fiume Eufrate si è ritirato. La città murata, che ha già sofferto un attacco estensivo dall'Impero ottomano, è stata abbandonata negli anni 20 del XX secolo, guidando il suo rapido deterioramento.
Da dicembre 2014 ad aprile 2016, la cittadina è stata sotto il controllo di Da'esh.

## Storia
In tempi antichi, l'area intorno ad Hīt era fertile e adatta all'agricoltura. Durante il Periodo Protodinastico, i Sumeri scoprirono i pozzi di bitume all'interno della regione, che loro usavano nella costruzione delle Ziqqurat. Erano usae anche nella costruzione delle navi, per renderle impermeabili. Durante l'Impero di Akkad, quando Sargon di Akkad unificò l'antico Iraq conquistando le città sumere, fondò una città nei pressi dell'odierna Hīt che chiamò Tutul, che significava "città dei secchi".
Questo è il primo nome che conosciamo di questa città. La sua importanza è stata attestata da Sargon stesso, che diceva che il dio Dagon, gli diede l'area che comprendeva Tutul e Mari, capitale degli Amorrei. C'è anche un'iscrizione di Naram-Sin che menziona Tutul, come una delle città lasciategli in eredità da Dagon. I re accadici dopo Naram-Sin furono deboli, il che portò all'istituzione di un rinnovato regno sumero nel 2120 a.C.. Questo regno includeva Tutul e durò fino al 1950 a.C. circa.
Nel 1850 a.C., la città-stato di Eshnunna, che si trovava nella valle di Diyala, prese il controllo di Tutul. Babilonia ottenne la preminenza nell'area per un certo periodo, seguita poi dall'Assiria. Il re assiro Tiglat-Pileser I (1114–1076 a.C.) cambiò il nome di Tutul in Eru. Durante l'era dell'espansione degli Aramei nell'XI secolo a.C., essi si stabilirono a Eru per un certo periodo prima di trasferirsi nell'Iraq meridionale. Quando l'Impero neo-assiro fu fondato nel 911 aC, esso riaffermò il controllo di Eru. Alcune tavolette cuneiformi del tempo di Tukulti-Ninurta II (891-884 a.C.) menzionano la città e i suoi pozzi di bitume. In questo periodo la città era conosciuta come Atum o Hitum, che significa bitume. Il nome attuale di Hit deriva proprio da Hitum. Hitum rimase parte dell'Impero neo-babilonese fino alla sua caduta nel 539 a.C..
Lo storico greco Erodoto usò il nome Is per la città, mentre altri greci la chiamarono Isiopolis. Durante l'epoca dell'impero dei Parti, la città era una stazione di passaggio sulla strada per Ctesifonte. Essa fu poi saccheggiata più volte durante la varie Guerre romano-persiane. Durante la guerra persiana di Giuliano nel 363, l'esercito romano si accampò a Hīt e distrusse gran parte della città, che fu in seguito ricostruita da Sapore II.
Come parte della conquista islamica della Persia, Hit fu conquistata dall'esercito arabo nel 636. I difensori scavarono un fossato intorno alla città, ma l'esercito musulmano riuscì a penetrarlo lo stesso. Nel 639, il comandante musulmano Harith ibn Yazid al-'Amri costruì la prima moschea della città, la Moschea Farouq.
Hīt prosperò durante il periodo medievale. Ibn Hawqal ha sottolineato la sua grande popolazione e Hamdallah Mustawfi ha contato oltre 30 villaggi come sue dipendenze. La città produsse molti frutti; i suoi noti prodotti agricoli includevano noci, datteri, arance e melanzane. Tuttavia, le vicine sorgenti di bitume producevano un fetore opprimente che rendeva spiacevole vivere a Hīt.
Hīt è per lo più popolato dalla tribù Al-Sawatra.